# Just Add Magic
Just Add Magic è una serie televisiva per famiglie, ispirata al libro omonimo di Cindy Callaghan, prodotta dagli Amazon Studios e distribuita su Prime Video.
L'8 giugno 2016 la serie è stata rinnovata per una seconda stagione, che ha debuttato il 14 ottobre dello stesso anno.
L'11 gennaio 2019 è stata annunciata una terza ed ultima stagione, disponibile su Prime Video dal 1º febbraio seguente, seguita da un episodio speciale conclusivo, intitolato Nuovi Protettori, pubblicato il 25 ottobre dello stesso anno.
Il 17 febbraio 2020 è uscita su Prime Video una serie spin-off intitolata Just Add Magic: Mystery City.

## Trama
Quando Kelly e le sue due migliori amiche si imbattono in un misterioso libro di cucina, scoprono che le ricette contenute sono magiche. Nel tentativo di usare le ricette per liberare la nonna di Kelly da una potente maledizione, scoprono sempre più indizi sul mistero che circonda la nonna e capiscono che ogni ricetta comporta un prezzo. Ci sono segreti più grandi da svelare, con un po' di magia!

## Episodi
| Stagione         | Episodi | Pubblicazione originale | Pubblicazione in italiano |
| ---------------- | ------- | ----------------------- | ------------------------- |
| Prima stagione   | 13      | 2015-2016               | 2016                      |
| Seconda stagione | 26      | 2016-2018               | 2016-2018                 |
| Terza stagione   | 12      | 2019                    | 2019                      |

## Spin-off
Il 17 gennaio 2020 viene pubblicata su Amazon Prime Video una serie spin-off intitolata Just Add Magic: Mystery City.